# Isaac Carpenter
Isaac Heath Carpenter (Tri-Cities, Washington, 29 de agosto de 1979) é um músico, produtor e engenheiro de áudio americano. Ele é mais conhecido como ex-baterista do grupo de rock alternativo Gosling, bem como da sua formação anterior, Loudermilk. Atualmente, Carpenter é o baterista do Guns N' Roses, após uma passagem de uma década com o Awolnation. Anteriormente, ele tocou com o Loaded, de Duff McKagan, bem como na banda ao vivo de Adam Lambert, e já se apresentou ao vivo e gravou com The Exies, Ours, Seaspin, Black Lab, Marion Raven, Tyga e Unified Theory, entre outros.

## Biografia

### Loudermilk & Gosling (1995–2006)
Em 1995, os amigos Davey Ingersoll (vocal, guitarra), Mark Watrous (guitarra), Shane Middleton (baixo) e Carpenter formaram o quarteto de hard rock Loudermilk em Tri-Cities, Washington. Inicialmente criado como uma banda cover do Guns N' Roses, com o nome .22s and Tulips, durante o ensino médio, lançaram o seu próprio álbum independente, Man with Gun Kills Three! em 1998. A American Recordings ouviu uma demo deles e posteriormente os contratou. No entanto, apesar de fazerem turnês com bandas famosas como Mötley Crüe e Megadeth, foram dispensados pela gravadora. A DreamWorks Records os contratou no início de 2002. Alguns meses depois, gravaram e lançaram seu primeiro álbum oficial por uma grande gravadora, The Red Record.

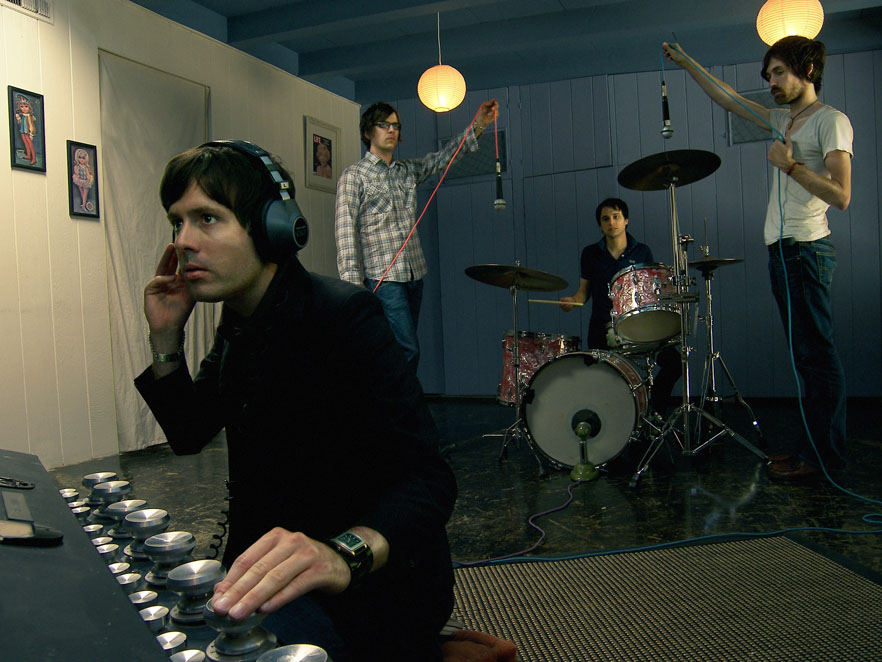
Carpenter (bateria) gravando com Gosling

O grupo posteriormente mudou seu nome para Gosling, após alterar seu estilo musical, mantendo todos os membros, com Watrous trocando a guitarra pelos teclados. Influenciados por bandas como Sunny Day Real Estate, The Smashing Pumpkins, Pink Floyd e Queen, lançaram o EP Gosling pela The Control Group em agosto de 2004. No início do ano, abriram para o Velvet Revolver no The Roxy Theatre em West Hollywood, Califórnia. Em 2006, lançaram seu primeiro álbum completo, Here Is..., pela V2 Records e saíram em turnê com o Rose Hill Drive. Um cover de "Cat People (Putting Out Fire)", de David Bowie, foi incluído na trilha sonora do filme Underworld: Evolution em 2006.

### The Exies (2007–2008)
Em 2006, The Exies anunciaram que retornariam ao estúdio para gravar um novo álbum, com Carpenter se juntando ao grupo para tocar bateria no álbum. O resultado foi A Modern Way of Living with the Truth, produzido por James Michael e lançado pela nova gravadora da banda, Eleven Seven. Carpenter excursionou com o grupo por um mês antes de sair.

### Loaded (2009–2010)
Em setembro de 2009, o baterista Geoff Reading anunciou sua saída do Loaded e, ao mesmo tempo, informou que seu substituto seria Carpenter:
| “ | Estou triste em informar que, por enquanto, preciso me afastar do cargo de baterista do Duff McKagan's Loaded. A pressão de estar sob os holofotes de 'Duff do Guns N' Roses', embora emocionante, me deixou incapaz de voltar a ser o performer que eu era antes do câncer e de sustentar minha família adequadamente. Essa combinação afetou minha recuperação mental, e preciso dedicar tempo agora para me concentrar nessas questões. Os caras contrataram o grande Isaac Carpenter para substituir-me na turnê pelo Reino Unido, com um show de aquecimento no Chop-Suey, em Seattle, no dia 3 de outubro. Eu não perderia esse show por nada. Isaac é um baterista INCRÍVEL e, por mim, estarei bem ali na frente do palco, junto com todos vocês hipsters de Capitol Hill, de braços cruzados, julgando-os. | ” |

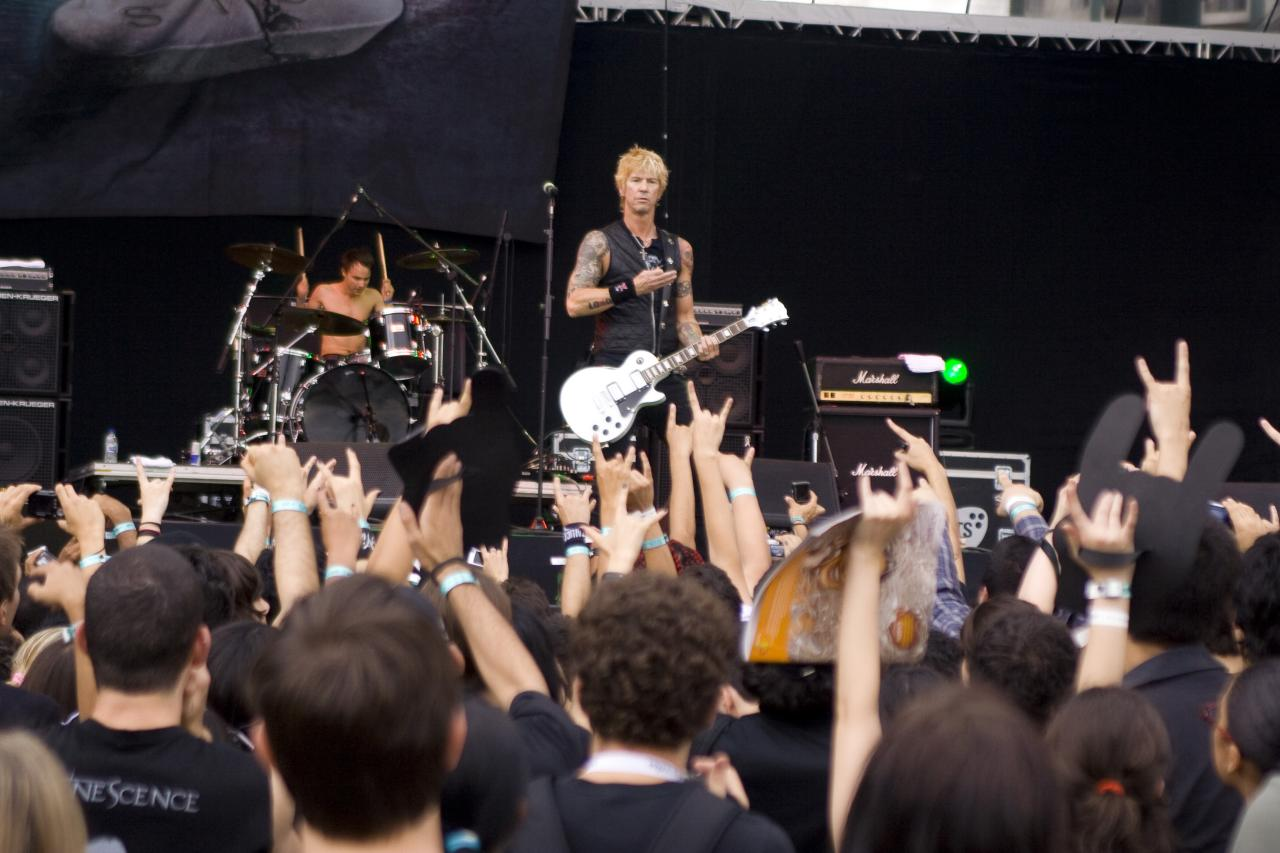
Carpenter se apresentando com Loaded no Maquinaria Festival em São Paulo, Brasil em 2009

Em 2 de dezembro, McKagan anunciou via Twitter que ele e a banda estavam ensaiando algumas novas músicas. Já o guitarrista Mike Squires afirmou, em uma entrevista online em 6 de dezembro, que a banda esperava gravar um novo álbum e sair em turnê para promovê-lo em 2010.

Em 1.º de fevereiro de 2010, foi anunciado pelo Blabbermouth.net que o grupo havia se desvinculado da gravadora Century Media e estava buscando um novo selo, tendo já escrito e gravado demos de novas músicas. Em 4 de julho, a banda anunciou que iniciaria a pré-produção e entraria em estúdio em agosto para gravar a continuação de Sick, declarando:
| “ | Estivemos compondo nos últimos meses e, na próxima semana, começamos a pré-produção do novo álbum do Loaded! Não poderíamos estar mais felizes e achamos que vocês, desgraçados, também ficarão! Pelo que parece, vamos gravá-lo em agosto, e assim começa o Loaded Mach III! | ” |

Em agosto, foi anunciado que o grupo gravaria seu novo álbum com o produtor Terry Date, que já trabalhou com bandas como Soundgarden, Pantera e Deftones, entre outras. Em 2 de setembro, foi informado que o álbum estava concluído e que a banda estava em busca de uma gravadora. McKagan também afirmou que foi o próprio Date quem os procurou para produzir o novo álbum.

### Adam Lambert (2010–2012)
Em 18 de setembro de 2010, Carpenter se juntou à banda de turnê de Adam Lambert para a Glam Nation Tour, substituindo o baterista anterior, Longineu W. Parsons III, que retornou à sua banda original, Yellowcard. Ele se apresentou nos Estados Unidos, Europa, Ásia e Austrália de setembro a dezembro de 2010. A partir de agosto e setembro de 2012, Carpenter não toca mais bateria para Adam Lambert.

### Turnê com Awolnation (2014–2024)
Isaac começou a excursionar com a banda de rock alternativo Awolnation durante a turnê de verão no Reino Unido em 2014. Ele também gravou as partes de bateria para algumas faixas do segundo álbum da banda, Run.

### Guns N' Roses (2025–atualmente)
Em 20 de março de 2025, o Guns N' Roses anunciou Carpenter como seu novo baterista após a saída de Frank Ferrer, reunindo-o assim com seu ex-companheiro de banda no Loaded, Duff McKagan.

## Discografia
- Man with Gun Kills Three! (1998) – Loudermilk
- The Red Record (2002) – Loudermilk
- Gosling EP (2004) – Gosling
- Here Is... (2006) – Gosling
- Huck (2006) – Huck Johns
- A Modern Way of Living with the Truth (2007) – The Exies
- Set Me Free (2007) – Marion Raven
- Passion Leaves a Trace (2007) – Black Lab
- Technologie (2007) – Black Lab
- No Introduction (2008) – Tyga
- A Very Special Christmas Vol. 7 (2009) – Various Artists
- Welcome to the Blacklist Club (2010) – Evan Taubenfeld
- Two Strangers (2010) – Black Lab
- The Taking (2011) – Loaded
- Justice (2011) – Rev Theory
- Run (2015) – Awolnation
- Here Come the Runts (2018) – Awolnation
- Angel Miners & the Lightning Riders (2020) – Awolnation